# Parzival
Parzival é um poema épico alemão da Idade Média atribuído ao poeta Wolfram von Eschenbach, escrito em alto alemão médio. Tendo sido traduzido para diversas línguas modernas, seu enredo enfatiza as virtudes da compaixão e do questionamento espiritual.
Datando o primeiro quarto do século XIII, seu conteúdo é em parte uma adaptação de Perceval ou le Conte du Graal ("Perceval, a História do Graal") de Chrétien de Troyes, e trata principalmente do herói Arturiano Perceval e sua busca pelo Santo Graal, a falha na primeira tentativa e o sucesso depois. Uma seção é devotada a seu amigo Gauvain e sua aventura defendendo-se de falsa acusação de assassinato, por fim ganhando a mão da dama Orgelusa.
Luís II da Baviera foi inspirado pelo poema, e áreas de seu Castelo de Neuschwanstein são decoradas com tapeçaria e pinturas relativas à história. Ele também foi patrono do compositor Richard Wagner, e o encorajou a escrever a ópera Parsifal baseando-se no épico. Luís então comissionou cada apresentação privada do trabalho.

## Edição brasileira
- Wolfram von Eschenbach, Parsifal. Editora Antroposófica, 1995. ISBN 8571220662